# Guy Burnet
Pour les articles homonymes, voir Burnet.
Guy Burnet, né le 8 août 1983 à Londres (Royaume-Uni), est un acteur britannique.

## Biographie
Guy Burnet naît à Londres, en Angleterre. Il fréquente la Holland Park School où son intérêt pour le théâtre se développe pour la première fois, en obtenant un niveau A dans cette matière.
Avant de devenir acteur, Guy Burnet aspirait à devenir footballeur professionnel. Il fréquente l'école de football des Queens Park Rangers. Il entreprend ensuite des essais et joue dans divers endroits à travers l'Europe avant de retourner à Londres pour terminer ses niveaux A,.
Burnet commence sa carrière dans le théâtre et aussi en réalisant des courts métrages.
En 2009, Burnet joue « Pinklady » dans Moving On pour la BBC. Après des années sur la scène new-yorkaise, Guy Burnet se tourne vers la télévision par câble et le cinéma. Il est apparu dans la série Showtime Ray Donovan,.
En 2016, Burnet rejoint la troisième série de The Affair de Showtime dans le rôle récurrent de Mike Cornwell. En 2017, il rejoint la deuxième saison de Hand of God avec Ron Perlman. Également en 2017, Guy Burnet tourne dans Counterpart face à J. K. Simmons.
Il est vu dans la série Amazon Philip K. Dick's Electric Dreams, produite par Bryan Cranston, aux côtés de Terrance Howard et Anna Paquin.

### Cinéma
En 2012, Burnet termine son travail en tant que protagoniste du long métrage Two Jacks aux côtés de Sienna Miller. D'autres rôles incluent son travail dans Boxing Day, une adaptation de Léon Tolstoï réalisée par Bernard Rose, dans le thriller Rites of Passage avec Christian Slater et Stephen Dorff, et dans Age of Heroes, un film de guerre d'époque avec Sean Bean.
Guy Burnet tient ensuite le rôle du partenaire criminel d'Ewan McGregor, Charlie Mortdecai, aux côtés de Johnny Depp. Il joue dans la comédie musicale Pitch Perfect 3, aux côtés d'Anna Kendrick.
Guy Burnet est au casting de Jacob's Ladder, le remake du film du même nom de 1990. Guy Burnet apparaît également dans Asher réalisé par Michael Caton-Jones.

### Théâtre
En 2012, Guy Burnet joue le rôle principal dans une production de Murder in the First, jouée hors Broadway.

### Vie privée
En plus de jouer au football, Guy Burnet est impliqué dans la boxe amateur. Son intérêt pour la boxe l'a amené à réaliser un documentaire sur le détenteur du titre poids plume de la World Boxing Union (en) (WBU (en)), Derry Mathews.
En 2015, il est en couple avec l'actrice française Nora Arnezeder, de laquelle il se sépare en 2021.

## Filmographie partielle

### Au cinéma
- 2004 : Time/Out : Kieron DiMack (court métrage)
- 2006 : Voyer : Guy Burns
- 2010 : Luster d'Adam Mason : Bansky
- 2010 : Baseline : Ricky
- 2010 : Pig (en) d'Adam Mason : Man
- 2011 : Age of Heroes : Commando Riley
- 2011 : Two Jacks : Paul
- 2012 : Rites of Passage : Mojo
- 2015 : Charlie Mortdecai : Maurice
- 2015 : Day Out of Days : E.J.
- 2016 : Die Habenichtse (de) : Jim
- 2017 : Pitch Perfect 3 : Theo
- 2018 : Asher : Lyor
- 2019 : Jacob's Ladder : Hoffman
- 2022 : Dead for a Dollar : William Palmer aka English Bill
- 2022 : Bed Rest :  Daniel Rivers
- 2023 : Oppenheimer : George Eltenton

### À la télévision
- 2002-2008 : Hollyoaks : Craig Dean
- 2009 : Moving On : Pinklady (épisode "Dress to Impress")
- 2010 : Sonny with a Chance : Trey Brothers (épisode "Sonny with a Song")
- 2011 : The Royal  : Lenny Lomax (épisode "Dead Air")
- 2015 : Ray Donovan : Casey Finney (3 épisodes)
- 2016 : The Affair  : Mike Cornwall (2 épisodes)
- 2016 : Chicago Fire : Grant (6 épisodes)
- 2017 : Hand of God : Raymond Kelly (8 épisodes)
- 2017 : Philip K. Dick's Electric Dreams : Colin (épisode "Real Life")
- 2018-2019 : Counterpart : Claude Lambert (7 épisodes)
- 2019 : The Feed  : Tom Hatfield (épisode "Dress to Impress" - rôle principal)
- 2023 : Minx : Graham  (2 épisodes)
- 2024 : Le Problème à trois corps (3 Body Problem) : Rufus (épisode "Sonny with a Song")
- 2024 : American Horror Stories : John Hunter (saison 3, épisode 6)
- 2023 : Fubar : Theodore Chips (saison 2)

## Récompenses et distinctions
- (en) Guy Burnet: Awards, sur l'Internet Movie Database